# Comostola anicana
Comostola anicana là một loài bướm đêm trong họ Geometridae.